# Jahresendflügelfigur
Jahresendflügelfigur soll ein offizieller Begriff für Weihnachtsengel der DDR gewesen sein. Ob diese Definition korrekt ist oder ob dieser Begriff nur ironisch verwendet wurde, ist in der Literatur strittig. Auch seine Herkunft ist unklar. In einigen Gegenden kursierten auch die Begriffe geflügelte Jahresendfigur, Jahresendflügelpuppe und Jahresendflügelwesen. Außerdem sind die Varianten Jahresendfigur m. F. (mit Flügeln – Weihnachtsengel) und Jahresendfigur o. F. (ohne Flügel – Weihnachtsmann, Bergmann usw.) bekannt. Die Bezeichnung Jahresendmann wurde vom Volksmund ironisch geprägt.
Die Schöpfung des Begriffs wird manchmal der einzigen in der DDR verlegten Satirezeitschrift Eulenspiegel als angeblich im DDR-Handel verwendete Bezeichnung für eine zur Weihnachtszeit als Dekoration verwendete Engelsfigur, z. B. als Erzgebirgsschnitzerei, zugeschrieben.

Das Wort ist im 1986 erschienenen Buch Wörtliche Betäubung des Eulenspiegel-Autors Ernst Röhl enthalten, in dem bürokratische Auswüchse der DDR-Sprache satirisch aufs Korn genommen werden. Dem Historiker Bodo Mrozek zufolge geht Röhl davon aus, das Wort nicht erfunden, sondern tatsächlich an einem Verkaufsstand gesehen zu haben. Mrozek widmete dem Wort einen ausführlichen Artikel im ersten Band seines Buches Lexikon der bedrohten Wörter. In einer Recherche für Spiegel Online gelang es Mrozek, Zeitzeugen im Erzgebirge und Ost-Berlin zu finden, die behaupten, dass das Wort, ihrer Erinnerung nach, in der offiziellen DDR-Sprache verwendet wurde. Die genaue Herkunft lasse sich aber bis heute nicht belegen: 

„Ein Beweis für die reale Existenz des sozialistischen Phantomwortes ist noch immer nicht erbracht. Möglich, dass er irgendwo in einem Archiv oder einer privaten Sammlung schlummert.“

Eine frühere Nennung des Begriffs findet sich 1985 in der Zeitschrift Geo Special: DDR. Dort schildert die Schriftstellerin Helga Schütz die Verpackung der weihnachtlichen Produktion: „Sie werden sorgsam in Exportkisten gesteckt, wie die Pyramiden, Spieldosen und Engel, die Jahresendflügelfiguren.“